# Pogrom de Istambul
O Pogrom de Istambul, também conhecido como Motins de Istambul ou Pogrom de Constantinopla (em grego: Σεπτεμβριανά [Eventos de Setembro]; em turco: 6–7 Eylül Olayları [Eventos de 6 e 7 de setembro]) foi um pogrom dirigido especialmente contra a minoria grega de Istambul em 6 e 7 de setembro de 1955. Os motins foram orquestrados por uma unidade tropas especiais turcas de antiguerrilha, o "Grupo de Mobilização Tática", envolvido na Operação Gladio na Turquia, mas também estiveram implicados o Serviço de Segurança Nacional (MAH) e Partido Democrático.
Na origem dos eventos esteve a notícia de que o consulado turco em Salónica, no norte da Grécia, instalado na casa onde nasceu Mustafa Kemal Atatürk, tinha sido bombardeado no dia anterior. A bomba foi posta por um porteiro turco, que depois foi preso e confessou o crime, mas a notícia desta prisão não foi divulgada pela imprensa turca, que em vez disso insinuou que a bomba tinha sido colocada pelos gregos.
Uma turba, constituída em grande parte por gente que tinha sido transportada em caminhões com antecedência para a cidade, assaltou a comunidade grega de Istambul durante nove horas. Embora a população não incitasse explicitamente a que os gregos fossem mortos, mais de doze pessoas morreram durante ou depois do pogrom em resultado de espancamentos e fogos postos. Além de gregos, houve também feridos judeus, arménios e muçulmanos.
O pogrom acelerou drasticamente a emigração de gregos étnicos (em turco: rumlar) da Turquia em geral e de Istambul em particular. A população grega da Turquia decresceu de 119 822 pessoas em 1927, já depois da troca de populações entre a Grécia e a Turquia, para cerca de 7 000 em 1978. Só em Istambul, a população grega passou de 65 108 em 1955 para 49 081 (-25%). Segundo os dados publicados pelo Ministério dos Negócios Estrangeiros turco, em 2008 o número de cidadãos turcos de ascendência grega era de 3 000 ou 4 000, enquanto que a Human Rights Watch estimava em 2 500 o número de gregos na Turquia.
Alguns encaram o pogrom como a continuação do processo de "turquificação" que foi iniciado com o declínio do Império Otomano e não como uma questão contemporânea e bilateral. Para apoiar esta tese, apresentam o facto de cerca de 40% das propriedades atacadas pertencerem a outas minorias que não os gregos.